# Allium polyrhizum
Allium polyrhizum là một loài thực vật có hoa trong họ Amaryllidaceae. Loài này được Turcz. ex Regel mô tả khoa học đầu tiên năm 1875.